# Glacier Nabesna
Pour les articles homonymes, voir Nabesna.
Le glacier Nabesna, en anglais Nabesna Glacier, est un glacier d'Alaska aux États-Unis. Alimenté par les chutes de neige des montagnes Wrangell, il fait 120 kilomètres de longueur, et constitue la plus longue vallée glaciaire d'Amérique du Nord.
Il s'étend sur un large champ de glace qui couvre le flanc nord du mont Wrangell, un volcan bouclier. Il passe à l'est du mont Blackburn et d'Atna Peaks, puis se dirige au nord, à 900 mètres d'altitude, au sud de l'ancien camp minier de Nabesna. Son issue forme la rivière Nabesna qui traverse le Refuge faunique national de Tetlin avant de rejoindre la rivière Tanana. Dans sa partie médiane, il se comporte comme un barrage naturel en retenant les eaux de ruissellement qui forment plusieurs petits lacs sur ses flancs.
Son nom provient du nom de la rivière Nabesna, et lui a été donné en 1902. Des avions spécialement équipés peuvent conduire les alpinistes et les scientifiques sur la partie centrale du glacier, à 2 000 mètres d'altitude, quand la neige recouvre les crevasses.